# اجتماع

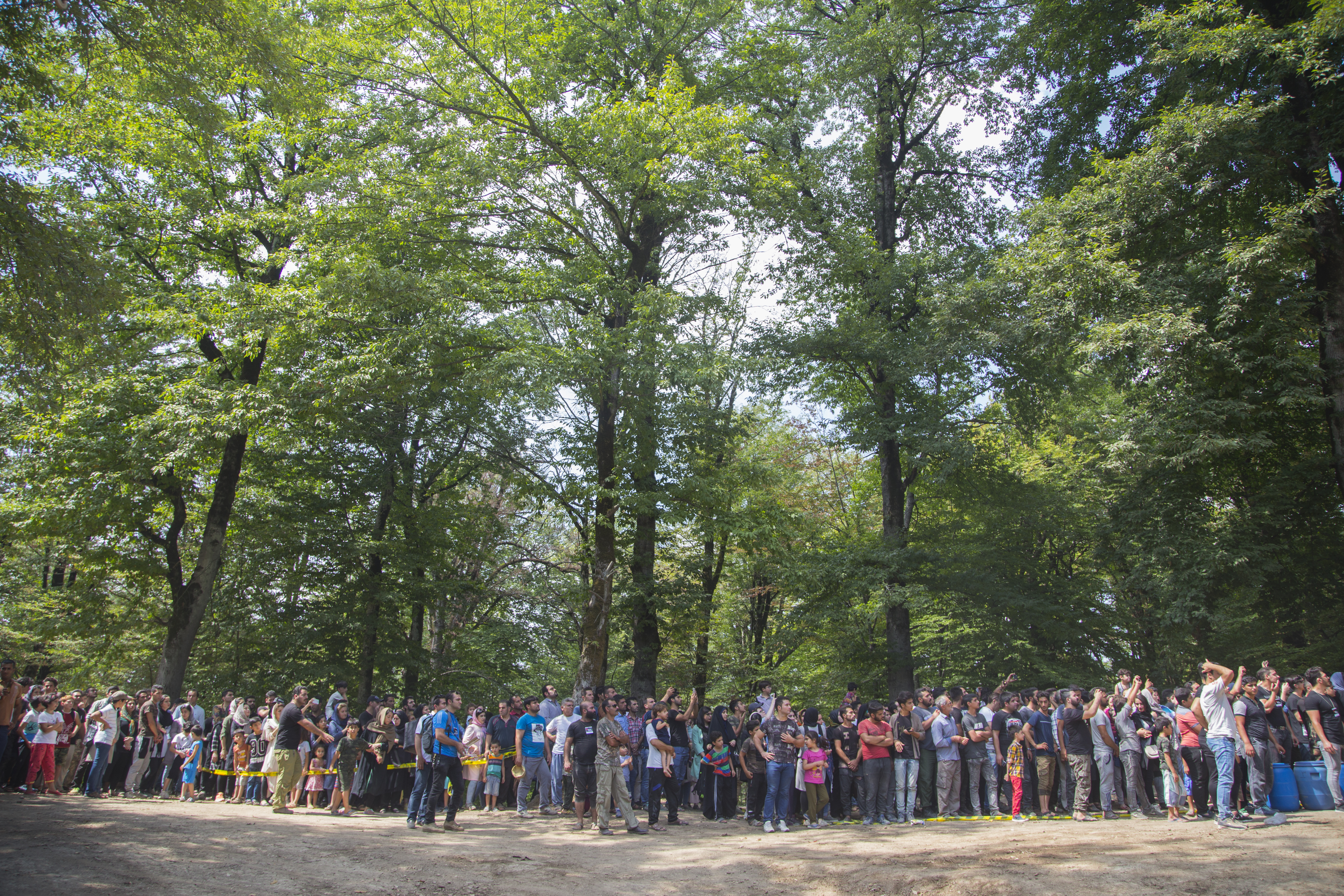
اجتماع

الاجتماع عبارة عن تجمع شخصين أو أكثر من الناس مع بعضهم لكى يتناقشوا في موضوع أو أكثر في جلسة رسمية.
ويكثر استخدامها في مجال الأعمال والسياسة.

## اجتماعات عامة
الاجتماعات حق من الحقوق الدستورية ومن مبادئ الحريات التي أخذت بها الدساتير حتى تتيح للمواطنين تبادل الرأي والتشاور واتخاذ القرارات خارج نطاق المؤسسات الدستورية.
حرية الاجتماعات من الحقوق الشخصية التي كفلتها الدساتير الديموقراطية، غير أنه في كثير من الأحيان يحاط النص الدستوري بالغموض بالنسبة إلى حدود استخدام هذا الحق الذي يفيد عادة بحق الدولة في وقاية نظام الحكم أو صيانة الأمن العام.